# 白バイ隊員

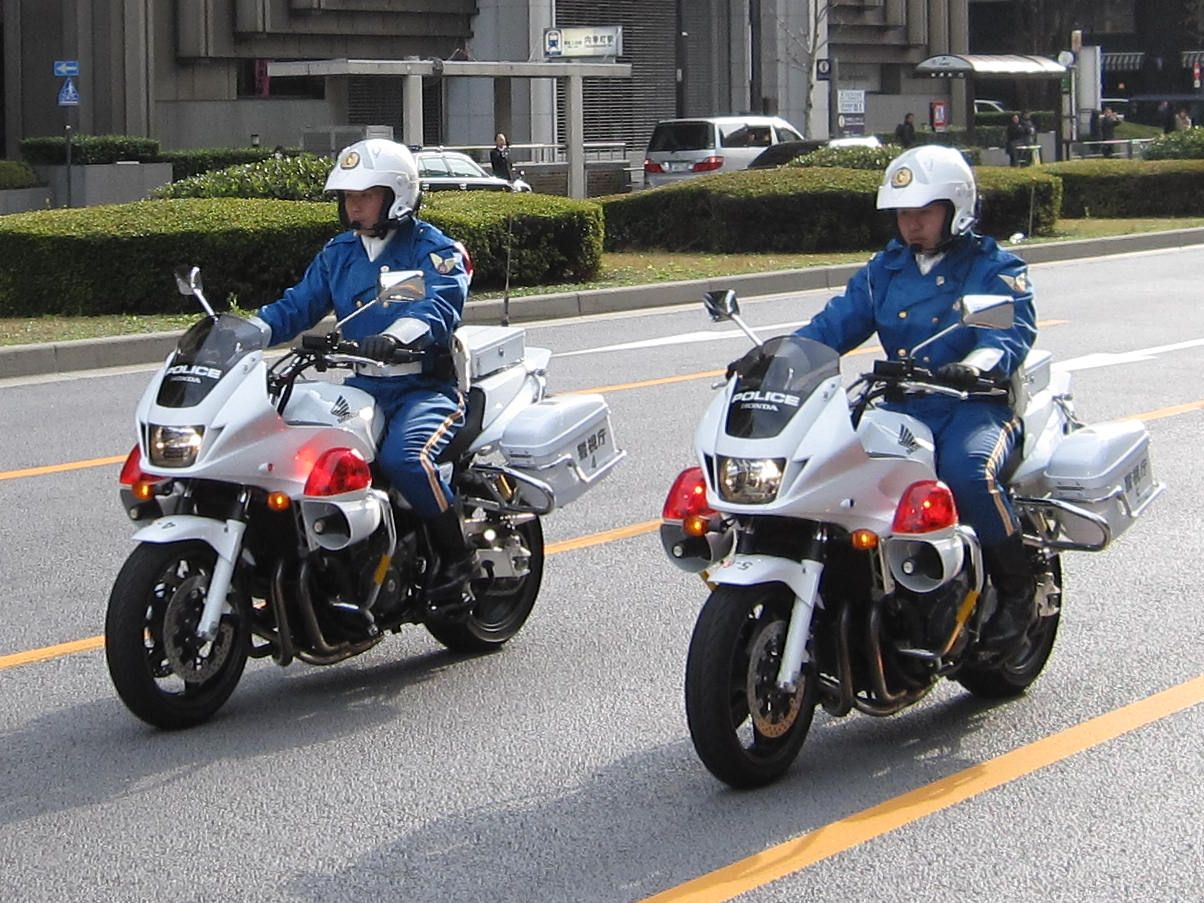
警視庁の白バイ隊員と白バイ車両、ホンダ・CB1300P

白バイ隊員（しろバイたいいん）とは、主に都道府県警察本部交通部交通機動隊・高速道路交通警察隊に所属して一般に白バイ乗務で活動する警察官と、皇宮警察本部に所属する皇宮護衛官のこと。

## 概要
正式な位置づけは一警察官であり、白バイ乗務だけでなく他の業務も多い。
“白バイ隊員”は晴天時の日中は、主として幹線道路・交通事故多発地点・高速道路などにおける交通違反の指導・取締りに従事する。他方雨天時や夜間になると、服務規程に基づいて白バイ乗務は止め、代わりにパトカーに乗務し警ら（パトロール）活動にあたることも多い（8時間15分ずつ三交代シフトの諸外国と異なり、日本の場合は一勤務24時間）。 また、晴天時の日中であっても、デスクに向かう業務（いわゆるデスクワーク。反則切符などの整理、活動日誌の作成など）もある。
重大事件発生時には緊急配備が発令される場合があり、指令の下協力にあたる。白バイ隊員に限らず、所轄の交通課は、警察車両による機動力を武器に、現場最前線であらゆる警察活動をサポートする役割も担う。交通課や地域課は市民生活に密接した警察活動を行うため、事件や事故に遭遇する確率も高く、犯罪防止（抑止）や犯罪捜査にとって非常に重要な存在。特に白バイ・パトカー・ミニパトは機動力に優れているので、刑事に捜査協力しつつ、刑事事件の逃亡犯や指名手配犯などを逮捕する機会も多い。また、交通課のパトロール活動は刑事課や地域課と連携して行っており、不審者を認知したらすぐさま関係各所へ連絡できる体制が敷かれている。
白バイ隊員は二輪車という機動力を生かして緊急配備や被疑者の追跡に適しており、事件が発生した場合は刑事課や地域課と同様、すぐに警戒態勢に入るよう訓練されていて、装備品に一般の警察官同様、拳銃を携行させている場合もある。手錠・警棒などといった装備品はほぼ全ての白バイ隊員が携行しており（木の長い警棒では邪魔なので、従来から特殊警棒を持っている）、交通課員は拳銃を持たない場合もある（職務の性質上必要ない）。
制服は“乗車服”と呼ばれる、胸の下まである側章入り長ズボン（パンツベルトではなくズボン吊りを使う）と、ダブルボタンのライダースジャケット。色は上下とも青で、左胸に識別章、右上腕部に交通機動隊章が付く。また出動の際はヘルメット（アライヘルメットCT-Zの警察庁仕様）をかぶり、オートバイ用ブーツを履く。

## 沿革

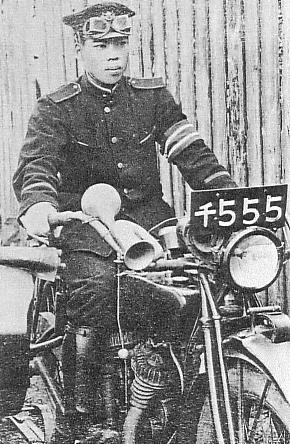
赤バイ隊員（1925年頃の交通警察官・白バイ隊員の前身）

1970年4月11日 - 警視庁は交通取締り用の白バイ隊員に無線受令機を装備させ始めた。それまでの白バイ隊員は本隊や署との間との連絡手段は持たず、時折交番に立ち寄って連絡を取っていたのが実情であった。

## 求められる対人スキル
現場での白バイ隊員の業務は、交通違反で取り締まられている最中の感情的に動揺した人々にじかに接する立場なので、他の交通課員同様に運転技術や法知識などだけではなく、対人スキルも要求されている。交通違反の取り締まり業務に限っても、その目的は単に違反切符を切る、といったものではなく大局的には、交通に関する法規を遵守する市民を増やし交通事故被害者が少ない社会を実現してゆくことであるので、そのような大目的を忘れず、一般市民の感情にも配慮した上で丁寧な言葉を慎重に選ぶなどの話し方の技術や笑顔を見せる気配りも必要である。
その上で、将来の違反者を減らし交通事故被害者を少しでも減らすために、 様々な態度や個性を見せる違反者を忍耐強く指導してゆく力量・度量が求められている。なったばかりの比較的若い白バイ隊員ではこの対人スキルの面で苦労したり悩む例も多い。
現場では、白バイ隊員には相手の状況や感情や態度を考慮した話し方の技術、笑顔を見せる気配り・物腰、目でコミュニケーションをとるためにサングラスを取るといった配慮も要求される。白バイ隊員は、交通違反をした人を単独で取り締まり、フェイス・トゥ・フェイスで指導することになることも多い。ドライバーの中にはさまざまな性格の人がおり、白バイ隊員の対人スキルが未熟では、取り締まられたということよりもむしろ白バイ隊員の態度が原因で感情的に反発したり、中には激昂する人もおり、業務が実際上進めづらくなったり、せっかくの指導の効果がなくなってしまうためである。
有ってはならないことだが、白バイ隊員が取り締まり方法、説明などで万が一間違いを起こした場合は、速やかに上司に報告し、住民の理解が得られるよう、適正な措置を取ることが求められる。
特に、白バイ隊員が違反者に、サインを強要するなど感情的に接したりすることは、あってはならないことである。
また、一般のライダーの模範になるような走行を実行することが大切とされる。道路交通法を徹底的に遵守するよう指導されている。また、環境問題にも配慮して、余計な空ぶかしをして騒音をたてたり空気を汚したりはしない、アイドリングストップを行う、等々全てにおいて模範となる振る舞いをすることも期待されている。

### 特別な訓練
白バイを用いた各業務にあたっては、警察官であっても特別な訓練が必要である。白バイ隊員になるためには、厳しい訓練の後、バイクを体の一部と同じように操れるようにならなければならない、としている。白バイ隊員となってからも、日々運転技術の向上を図り、最低月1回以上の訓練を行い、一般ライダーの見本として任務に当たる。また一般に、任務にあたる白バイ隊員は危険も伴うことから、一般のドライバーやライダー以上の技術を要求される。また、災害などの場合も想定した訓練も行う。
白バイ隊員は日々勤務前の運行前点検（ハンドル・ブレーキ・タイヤ・オイル・燃料など各部の点検）を欠かさない。車両使用後も、点検、洗車を確実に行うが、資源、環境保護など配慮し水、洗剤を無駄にしないため、ホース使用した洗車は極力控え、“バケツで雑巾拭き”を徹底することが必要とされている。

## 警察官が白バイ隊員になるためのステップ
（各都道府県によって取扱いが異なる場合がある点に留意）
1. 自費で大型自動二輪車運転免許を取得する（警察官であれば警察学校で小型限定の免許は取得させられる。これがないと黒バイを使ったパトロールが出来ない）。
2. 積極的に交通取締りなどをして実績を作り（放置駐車の通報があったら直ちに現場に出向き、反則告知処理をするなど）、上司に推薦状を書いてもらう。
3. 各県警の「養成所」で訓練を受ける（白バイ隊員の「登竜門」とも言われる。訓練は1年に1度、限られた人数に対してしか行われず、訓練生に選ばれるまでがすでに一つの関門である。訓練期間は4週間。白バイ隊員に必要な技術と精神を徹底的に叩き込まれる。修了試験があり、落第者は容赦なく元の部署に戻される）。
4. ここまでが白バイ乗務の前段階に当たる。乗務開始まで待つ期間がある。実際に白バイ乗務するまでには短ければ1年。だが、長ければ数年かかる場合もあるとの指摘もある。数年かかるパターンとしては、従来の仕事を続けながら交通機動隊もしくは交通課に配属されるのを数年待ち、交通機動隊若しくは交通課に配属され、1年間程度の「修行」（白バイ乗務以外の仕事）を経験する。
5. 晴れて白バイ乗務に配属される。

## 白バイ運転時の規則・特例
白バイは、緊急走行時でなくても、もっぱら交通の取締りに従事する自動車として、転回禁止場所で転回できたり、通行帯規制に関わらず走行できたりと、一部の交通規制から免除される特例がある。ちなみに、この特例は交通取締りに専従するパトカーについても、適用される。しかし、交差点や歩道などの法定駐車禁止場所では、免除はなく交通事故で交通整理を余儀なくされている場合など緊急時などを除き、駐車違反が適用される。刑法35条（正当行為）は適用されない。しかし、これらも都道府県条例で特例が認められており、罰せられることは無い。
交通マナーの手本となるため、市民感情にも配慮し、通常走行中は、制限速度厳守は元より、交通信号機のある交差点では黄信号になったら停止線前で停止、ない横断歩道でも横断歩行者最優先を貫徹するなど、全ての交通規制にしたがう必要がある（警視庁と道府県警察本部全てで、訓令・通達等で職員に「模範となる運転」を指示している。“パトカー・白バイの後ろは大渋滞”と揶揄されることがあるのはこのためで、追い抜いた瞬間に速度超過が成立する）。通常の取り締まり時にも、特例に甘んずることなく交通法規にしたがう必要がある。

## 警察以外

### 皇宮護衛官
皇族の乗車する乗用車を先導ないし両側に付き添う形で皇族の警衛に従事する。白バイによる警衛だけでなく、騎馬による警衛も行う場合がある。

### 自衛隊
陸上自衛隊の警務隊は白バイを配備しており、警務活動に使用している。近年では女性の白バイ隊員も存在する。